# Nose
Pour les autres significations, voir Nose (homonymie).
Nose (能勢町, Nose-chō) est un bourg du district de Toyono au nord de la préfecture d'Osaka, au Japon.
Sa superficie est d’environ 100 km2 pour une population d’approximativement 11 000 habitants.

Nose au sein de la préfecture d'Osaka.

Le bourg est connu pour son Noma keyaki, un arbre Zelkova serrata vieux de 1 000 ans et pour son théâtre traditionnel de marionnettes joruri.
En 1837, Nose a été le théâtre d'une importante révolte populaire menée par Yamadaya Daisuke alors que sévissait la disette dite de l'ère Tenpō (1833-1839). Cet incident suivait de peu la révolte d'Ōshio Heihachirō.
À cause d'un incinérateur municipal défectueux et de dépôts clandestins de ses déchets, le bourg a souffert d'une pollution à la dioxine durant les années 1990,.
Le mont Taka se trouve en partie sur le territoire de la commune.
Nose est connu pour sa tradition de joruri (narration, shamisen puis marionnettes) qui a débuté vers 1815 avec la formation à Osaka de Sugimura Ryosuke. À son retour à Nose, il décide d'enseigner cet art, devenu aujourd'hui très rare au Japon. Toujours présente à Nose, cette tradition a été reconnue en 1999 comme patrimoine culturel immatériel national par le gouvernement japonais. La ville de Nose est réputée pour son Joruri Theater créé en 1973 et sa compagnie Nose Ningyo Joruri qui organise chaque année en juin le spectacle Nose ningyo joruri rokkakuza.
La ville de Nose essaie aussi mettre en avant son patrimoine environnemental et culturel en s'inscrivant dans une démarche de valorisation proche de ce qui est appelé en japonais le satoyama, cette campagne habitée garante d'un équilibre entre les êtres humains et la nature. En particulier, la ville a entamé une réflexion sur la revalorisation de la châtaigne Gin Yose que ses habitants ont commencé à cultiver il y plus de deux cents ans.